# Río Cacheu

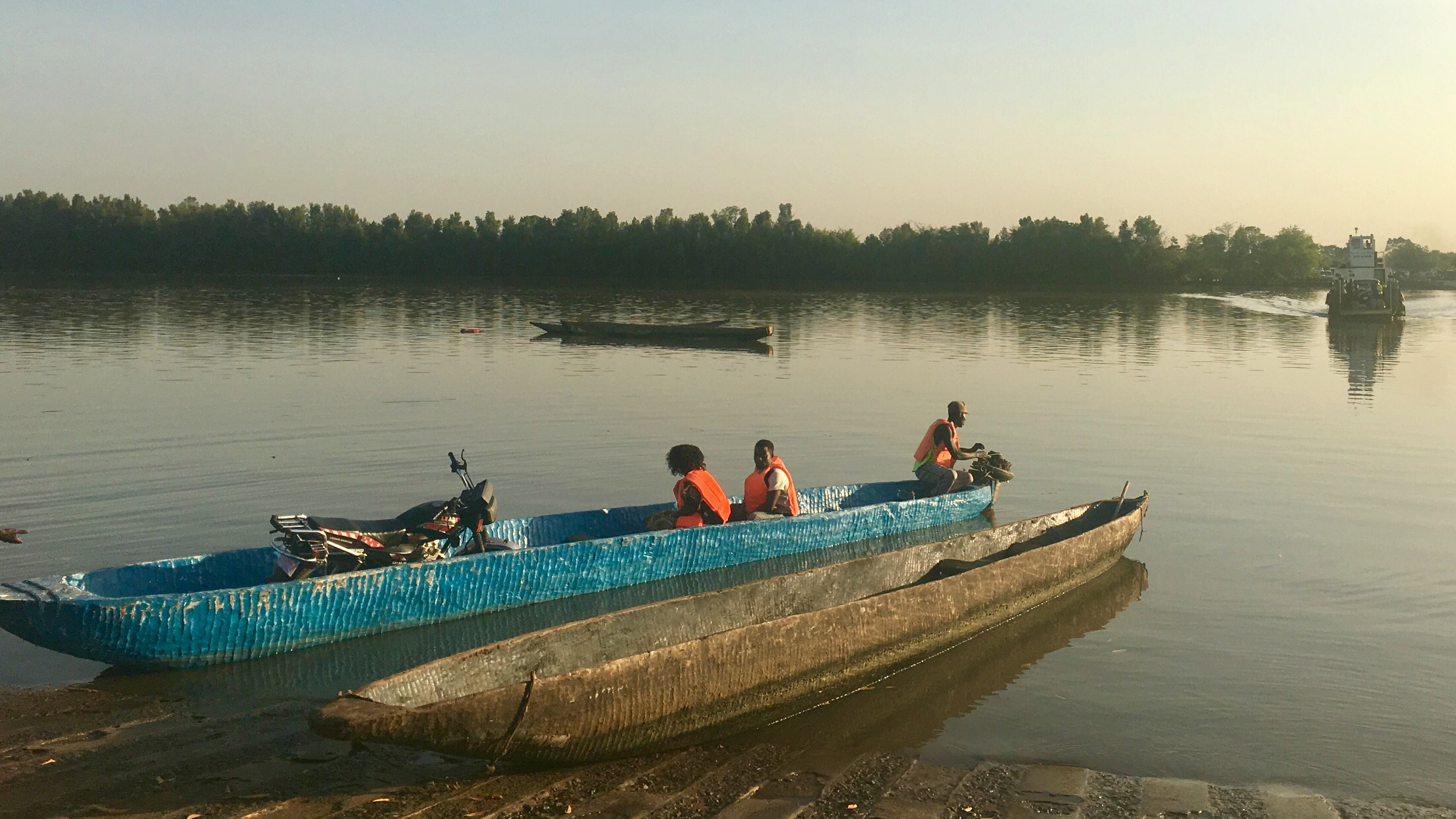
Río Cacheu

El río Cacheu o río Farim es un de los más extensos ríos de Guinea-Bisáu. Nace cerca de la frontera norte de Guinea-Bisáu con Senegal, al norte de Contobeul, atravesando de este para oeste las regiones de Bafatá, Oio y, finalmente, Cacheu donde se encuentra con el océano Atlántico en un estuario.
Es un río de planicie, de aguas vagarosas y de gran caudal en época de lluvias. Es navegable a grandes navíos (2000 toneladas) en cerca de 97 km, el que hace de él una importante vía comercial para el interior de Guinea-Bisáu. Es navegable para embarcaciones más pequeñas hasta cerca de 200 kilómetros de la vera, hasta Farim.
Durante la guerra colonial portuguesa, el río Cacheu fue escenario de diversas operaciones militares.
En 2000, gran parte del estuario del río fue integrado en el parque natural de los Tarrafes del Río Cacheu, abarcando una superficie total de 88 615 ha, de los cuales 68 % presentan una cobertura de mangal (tarrafes) que forma parte de aquel que es considerado como el mayor bloque de mangal continuo de la África Occidental.
Los vastos márgenes acogen  un gran número de aves migratórias que invernam en el parque. Entre los mamíferos, se encuentran los Tursiops truncatus y Sousa teuszii, los hipopótamos Hippopotamus amphibius, los manatíes Trichechus senegalensis, las gazelas-pintadas Tragelaphus scriptus y los macacos-verdes Cercopithecus aethiops. Entre los reptiles se destacan los crocodilos Crocodylus niloticus y C. tetraspis.